# Studzionaja Huta
Studzionaja Huta (biał. Студзёная Гута; ros. Студёная Гута, Studionaja Guta; pol. hist. Studiena Huta) – wieś na Białorusi, w obwodzie homelskim, w rejonie homelskim, w sielsowiecie Cierucha.
W XIX i w początkach XX w. położona była w Rosji, w guberni mohylewskiej, w powiecie homelskim. Następnie w granicach Związku Sowieckiego. Od 1991 w niepodległej Białorusi.